# سیارک ۵۴۶۰
سیارک ۵۴۶۰ (به انگلیسی: 5460 Tsénaatʼaʼí، نامگذاری:1983AW) پنج هزار و چهارصد و شصتمین سیارک کشف شده‌است که در ۱۲ ژانویه ۱۹۸۳ کشف شد.
قدر مطلق سیارک برابر ۱۴٫۵۰ است.